# Brigita Galičić
Brigita Galičić es una deportista yugoslava que compitió en natación adaptada. Ganó una medalla de bronce en los Juegos Paralímpicos de Nueva York y Stoke Mandeville 1984 en la prueba de 100 m libre (clase L5).

## Palmarés internacional
| Juegos Paralímpicos | Juegos Paralímpicos                              | Juegos Paralímpicos | Juegos Paralímpicos |
| Año                 | Lugar                                            | Medalla             | Prueba              |
| ------------------- | ------------------------------------------------ | ------------------- | ------------------- |
| 1984                | Nueva York (EE. UU.) Stoke Mandeville (R. Unido) | Medalla de bronce   | 100 m libre L5      |